# Dačov Lom
Dačov Lom – wieś (obec) na Słowacji położona w kraju bańskobystrzyckim, w powiecie Veľký Krtíš. Pierwsze wzmianki o miejscowości pochodzą z 1333 roku.
Według danych z dnia 31 grudnia 2012 roku, wieś zamieszkiwało 431 osób, w tym 218 kobiet i 213 mężczyzn.
W 2001 roku rozkład populacji względem narodowości i przynależności etnicznej wyglądał następująco:
- Słowacy – 95,18%
- Czesi – 0,72%
- Romowie – 3,13%
- Węgrzy – 0,48%

Ze względu na wyznawaną religię struktura mieszkańców kształtowała się w 2001 roku następująco:
- Katolicy rzymscy – 30,84%
- Ewangelicy – 58,55%
- Ateiści – 6,75%
- Przedstawiciele innych wyznań – 0,48%
- Nie podano – 3,37%